# Quintana y Congosto
Quintana y Congosto és un municipi de la província de Lleó a la comunitat autònoma de Castella i Lleó. Forma part de la comarca de Tierra de la Bañeza.

## Demografia
| 1991 |  | 1996 |  | 2001 |  | 2004 |
| ---- |  | ---- |  | ---- |  | ---- |
| 1005 |  | 900  |  | 775  |  | 702  |